# Lentinellus semivestitus
Lentinellus semivestitus är en svampart som först beskrevs av Peck, och fick sitt nu gällande namn av Rolf Singer 1942. Lentinellus semivestitus ingår i släktet Lentinellus och familjen Auriscalpiaceae.   Inga underarter finns listade i Catalogue of Life.